# آلن فرمورا
آلن فرمورا (انگلیسی: Alain Fremura؛ زادهٔ ۱۲ ژوئن ۲۰۰۱) بازیکن فوتبال است.